# 데이비드 프로스
데이비드 프로스(영어: David Prowse, MBE, 1935년 7월 1일 ~ 2020년 11월 28일)는 잉글랜드의 배우이자 보디빌더이다. 그는 영화 스타워즈에서 다스 베이더를 연기한 것으로 잘 알려져 있다.

## 죽음
프로스는 13세 때부터 관절염을 지니고 있었고 이와 관련해서 골반 이식 수술 등을 여러 번 받았다. 2009년에는 전립선암으로 방사선 치료를 받았다고 밝혔다. 프로스는 2020년 11월 28일 사망했다. 그가 코로나19와 알츠하이머병을 앓고 있었다고 이후 그의 딸이 밝혔다.

## 서훈
- 2000년 대영 제국 훈장 5등급(MBE) 수훈[4]